# Philippe Étienne
Philippe Étienne (ur. 23 sierpnia 1949) – haitański lekkoatleta specjalizujący się w biegach sprinterskich, olimpijczyk.
Reprezentował Haiti w konkursach biegu na 100 metrów i biegu na 200 metrów na Letnich Igrzyskach Olimpijskich 1976, które odbyły się w Montrealu. W konkursie biegu na 100 m biegł na torze pierwszym, ukończył konkurencję w czasie 11,05 s. i zajął 7. miejsce, natomiast na 200 m, biegł na torze piątym, tor przebiegł po 22,57 s. i zajął 5. miejsce.
Rekord życiowy w biegu na 100 m – 10,70 (1978) i biegu na 200 m – 22,33 (1975).